# التعليم في دبي

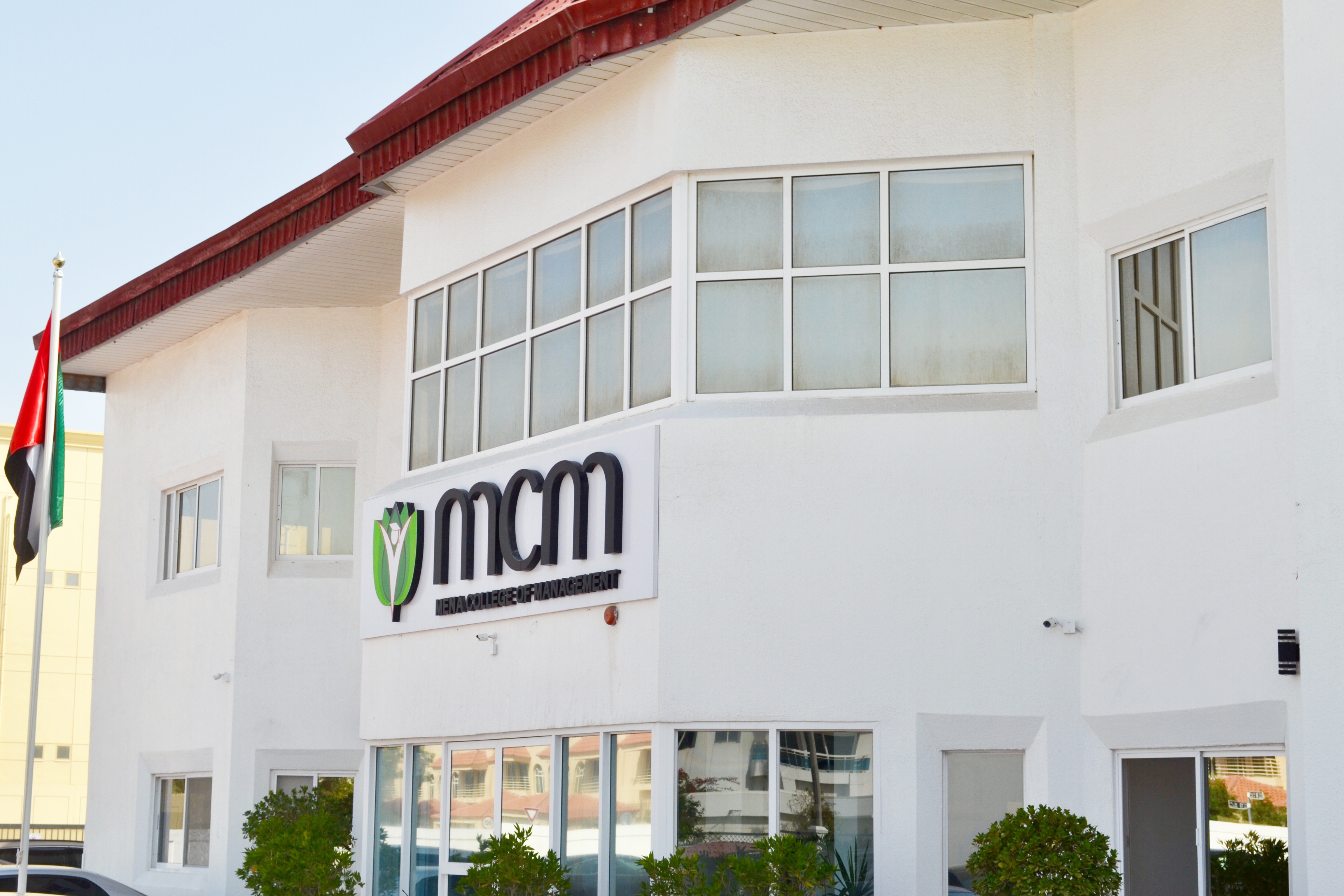
كلية مينا للإدارة

يجري تنظيم التعليم الخاص في دبي (بالإنجليزية: Education in Dubai)‏ من قبل هيئة المعرفة والتنمية البشرية. وزارة التربية في دولة الإمارات العربية المتحدة هي الجهة المسؤولة عن المدارس العامة في دبي. يوجد حالياً أكثر من 90٪ من التعليم المدرسي في دبي في القطاع الخاص، تقدمه 194 مدرسة خاصة تقدم 17 نوعًا من المناهج الدراسية لأكثر من 280,000 طالب من 182 جنسية. يوجد في دبي 26 فرعًا دوليًا للجامعات من 12 دولة مختلفة - بما في ذلك المملكة المتحدة وأستراليا والهند. يحضر أكثر من 30,000 طالب هذه الجامعات، حيث يدرس معظمهم الأعمال والهندسة والإعلام والتصميم. تأسست هيئة المعرفة والتنمية البشرية في عام 2006م لتطوير قطاعي التعليم والموارد البشرية في دبي، وترخيص المعاهد التعليمية.،و في   عام 2025 وصل  إجمالي عدد المدارس الخاصة في دبي  إلى 227 مدرسة تستقبل 387,441 طالباً وطالبة ينتمون إلى 185 جنسية.
كما وصل إجمالي عدد مؤسسات التعليم العالي المرخصة في دبي في عام 2025 إلى 38 جامعة، من بينها 34 مؤسسة حاصلة على الاعتماد الدولي، وتجتذب جميعها 34 ألفاً و893 طالباً وطالبة يلتحقون بأكثر من 650 برنامجاً أكاديمياً في مختلف التخصصات و يلتحق نحو 63% من الطلبة الدارسين بمؤسسات التعليم العالي في دبي بدرجة البكالوريوس، و28% بدرجة الماجستير، و2% بدرجة الدكتوراه، 

## التعليم العام
المدارس العامة كلها تفصل بين الجنسين. التعليم الابتدائي والثانوي مجاني لجميع الإماراتيين وإلزامي للبنين والبنات في جميع الصفوف. وسيلة التعليم في المدارس العامة هي اللغة العربية لجميع المواد، واللغة الإنجليزية تستخدم كلغة ثانية.

## التعليم الخاص
اعتبارًا من عام 2017م هناك 194  مدرسة خاصة في دبي تقدم أحد المناهج التالية (مرتبة حسب عدد المدارس التي تتبع المناهج الدراسية): البريطانية، الهندية، الأمريكية، مناهج وزارة التعليم في الإمارات العربية المتحدة، البكالوريا الدولية، الإيرانية، الفرنسية، الفلبينية، الباكستانية، الألمانية، الروسية، اليابانية، والكندية. في المجموع، يسجل 273,599 طالبًا من 187 جنسية مختلفة في المدارس الخاصة في العام الدراسي 2016/2017. هذا مرجح بشكل كبير تجاه مجموعات الشباب الأصغر سناً حيث تبلغ نسبة التعليم في المدارس الابتدائية 42٪، و25٪ في التعليم الثانوي، و15٪ في التعليم العالي، و18٪ في رياض الأطفال. تمثل المناهج البريطانية والهندية وحدها 64٪ من إجمالي الطلاب المسجلين في المدارس الخاصة في دبي.
تتراوح الرسوم الدراسية في هذه المدارس الخاصة بين 1725 درهم إماراتي و107200 درهم إماراتي سنويًا،  وتبلغ إيرادات دبي السنوية من رسوم التعليم الخاص 5.35 مليار درهم إماراتي. 39 ٪ من الطلاب يدفعون أقل من 10,000 درهم في السنة الدراسية.
هناك بعض الارتباط بين الرسوم وتصنيف المدرسة، وقد تعزز هذا بتقييم خادي بشأن الرسوم المدرسية الذي يسمح للمدارس المتميزة ذات التصنيف الأعلى بوضع رسوم بنسبة أعلى من تلك التي يتم تصنيفها بشكل سيء. يمكن الاطلاع على قائمة بالمدارس الأعلى تصنيفًا في دبي مع الرسوم هنا.
المدارس الخاصة في دولة الإمارات العربية المتحدة تدرس باللغة الإنجليزية، ولكن يجب توفير برنامج أساسية مثل اللغة العربية كلغة ثانية لغير الناطقين بالعربية.
يأخذ جميع الطلاب فصولاً باللغة العربية، إما كلغة أساسية أو ثانوية. يجب على الطلاب المسلمين والعرب دراسة الدراسات الإسلامية.

### التعليم الابتدائي
التعليم الابتدائي إلزامي من سن 5 سنوات من قبل وزارة التعليم في دولة الإمارات العربية المتحدة. تقدم معظم المدارس التعليم الابتدائي والثانوي بحيث لا يحتاج الطلاب إلى الانتقال إلى موقع مدرسة منفصل عند التخرج من المدرسة الابتدائية.
يمتد المنهاج الأمريكي من رياض الأطفال (5 سنوات) إلى الصف الثامن (14 عامًا). يمتد المنهج البريطاني من السنة الأولى (من 4 إلى 5 سنوات) إلى السنة التاسعة (من العمر 14 عامًا). برنامج سنوات البكالوريا الدولية الدولي للأعمار من 3 إلى 12 عامًا.

### التعليم الثانوي
تتراوح المرحلة الثانوية من الصف السادس حتى الصف التاسع. تتطلب معظم المدارس الثانوية من الطلاب إجراء اختبارات قياسية مثل المستوى المتقدم أو سات أو دبلوم آي بي أو آيجك سي أو مستوى جي سي أدفانسد أو سي بي إس. وتشمل الخيارات الأخرى التعليم المهني بيرسون بيتك المستوى 2 الدبلومات والدبلومات الموسعة من المستوى 3. المنهج الجديد الذي يتم تقديمه هو برنامج البكالوريا الدولية آي بي المتعلق بالوظيفة،  والذي يمكن أن يشمل بتيك ويقدم في 6 مدارس في الإمارات العربية المتحدة.

## مشروع مدارس دبي
اعتمد  الشيخ حمدان بن محمد بن راشد آل مكتوم، مشروع توسعة «مدارس دبي» وهو من مشاريع «أجندة دبي الاجتماعية 33»،   بمبلغ 530 مليون درهم، و يتضمن مدرسة جديدة في منطقة الخوانيج، وتوسعة مدارس دبي فرع البرشاء، بما يضيف أكثر من 6400 مقعد دراسي و247 فصلاً دراسياً و123 مختبراً وغرفة متخصصة ، وذلك نحو زيادة العدد الإجمالي للمقاعد الدراسية في مشروع «مدارس دبي» ككل إلى 15 ألف مقعد حتى عام 2033.

## مبادرة تأهيل المعلمين في الذكاء الاصطناعي بمدارس دبي
وجه  الشيخ حمدان بن محمد بن راشد آل مكتوم، بإطلاق مبادرة لتأهيل المعلمين في مدارس دبي في مجال الذكاء الاصطناعي، وتكريم أفضل 10 معلمين مبتكرين في توظيف تطبيقات واستخدامات الذكاء الاصطناعي في التعليم  بجوائز تصل قيمتها الإجمالية إلى مليون درهموستؤمن المبادرة تدريباً شاملاً للمعلمين في دبي على أساسيات استخدام التطبيقات المتقدمة، ودمج أدوات الذكاء الاصطناعي لأتمتة المهام وتخصيص تجارب التعليم لتكون دبي الأفضل في توظيف الذكاء الاصطناعي في قطاع التعليم. وسيتم تزويدبرنامج  يجمع بين التدريب العملي والتعليم عبر الإنترنت،ويتضمن تقييماً دورياً 

## التعليم العالي
وصل عدد مؤسسات التعليم العالي في دبي إلى 81 مؤسسة تعليمية عام 2019 وتنقسم مؤسسات التعليم العالي في دبي إلى 3 فئات وهي:
- المؤسسات التعليمية الاتحادية
- المؤسسات التعليمية في المناطق الحرةمدينة دبي الأكاديمية العالمية

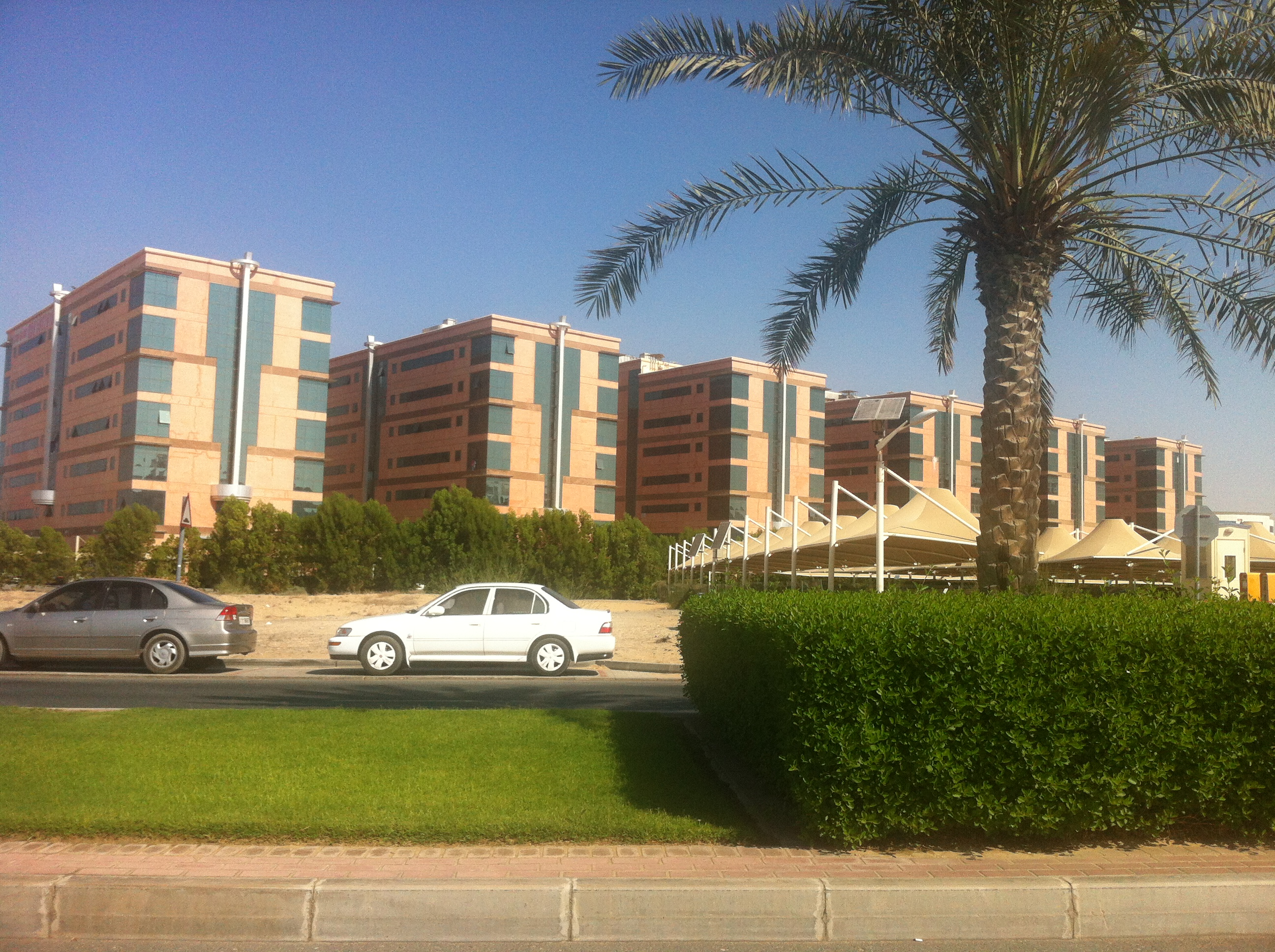
مدينة دبي الأكاديمية العالمية

- المؤسسات التعليمية خارج المناطق الحرة

##### تشمل المؤسسات التعليمية الاتحادية كلاً من:[17]
- جامعة زايد
- كليات التقنية العليا للطالبات دبي
- كليات التقنية العليا دبي للطلاب

##### وفي 2010 ضمت  المناطق الحرة، 63% من مؤسسات التعليم العالي في دبي  وهذه المناطق هي:[18]
- قرية المعرفة في دبي
- مدينة دبي الأكاديمية العالمية
- مدينة دبي الطبية
- واحة دبي للسيليكون
- مركز دبي المالي العالمي.

##### ومن أبرز  جامعات دبي خارج المناطق الحرة:[17]
الجامعة الأمريكية في دبي والجامعة الكندية دبي و كلية دبي الطبية للبنات
وفي 2024 أعلن  الشيخ محمد بن راشد آل مكتوم، تأسيس "جامعة دبي الوطنية"، باستثمار يبلغ 4.5 مليار درهم، بهدف ترسيخ مكانة دبي كوجهة عالمية للتعليم العالي والبحث العلمي وتتمثل  الأهداف الاستراتيجية للجامعة في أن تكون ضمن أفضل 50 جامعة شابة خلال العقد المقبل، وإحدى أفضل 200 جامعة خلال 20 سنة، وضمن أفضل ثلاث جامعات محلياً في عدد الإسهامات البحثية في غضون 10 سنوات.
أنشئ عدد كبير من الجامعات الأجنبية المعتمدة في دبي. تقع معظم حرمها في مدينة دبي الأكاديمية العالمية، وهي منطقة حرة بنيت لهذا الغرض لمؤسسات التعليم العالي. أنشئ معهد هارفارد الطبي التابع لمركز دبي الطبي همسدك للتعليم العالي والبحث العلمي في مدينة دبي للرعاية الصحية. يقع الحرم الجامعي ريت دبي في واحة دبي للسيليكون.
في عام 2010م أغلقت جامعة ولاية ميشيغان دبي جميع البرامج الجامعية.

## المكتبات العامة
مكتبات دبي العامة هي نظام المكتبات العامة في دبي.

## استراتيجية التعليم في إمارة دبي (E33)
أطلق الشيخ حمدان بن محمد بن راشد آل مكتوم استراتيجية التعليم في إمارة دبي (E33) وتركز الاستراتيجية على صُنع نموذجٍ تعليميٍ رائد عالمياً يعزز من مكانة دبي وجعلها الوجهة الأكثر جاذبية والبيئة الحاضنة للتعليم النموذجي للجميع،كماتحتضن التنوّع الثقافي الذي تتميز به دبي، وتمكن  المتعلمين من مهارات المستقبل وذلك  بتضمين المناهج الدراسية ما يعين الطالب على مواكبة المستجدات التقنية المحيطة ومن أهمها الذكاء الاصطناعي.

## إنجازات
- حلَّت المدارس الخاصة في إمارة دبي ضمن قائمة المراكز الخمسة الأولى عالمياً في مادة "العلوم"، وضمن المراكز العشرة الأولى عالمياً في مادة "الرياضيات"، بحسب نتائج دراسة الاتجاهات الدولية في الرياضيات والعلوم (TIMSS) التي عُقدت خلال العام 2023[22]
- حلت 12 جامعة إماراتية بين أفضل 1000 جامعة على مستوى العالم، ضمن تصنيف، «كيو إس» منها ست جامعات ضمن أفضل 500 جامعة، وجامعتان ضمن أفضل 300 جامعة على مستوى العالم، [23]

## وصلات خارجية
- مجلس أبوظبي للتعليم - أبو ظبي معلومات الموقع الرسمي للتعليم
- هيئة المعرفة والتنمية البشرية - الموقع الرسمي
- دليل التعليم في دبي - دليل عام للتعليم والمناهج المدرسية في الإمارات.